# Canal de Sicília
El canal de Sicília o estret de Sicília (italià: Canale di Sicilia; àrab: مضيق صقلية, maḍīq Ṣiqilliyya, o مضيق قِلِيبِيَة, maḍīq Qalībiyya, ‘canal de Kélibia’; sicilià: Canali di Sicilia o Strittu di Sicilia) és una part del mar Mediterrani localitzada entre l'illa italiana de Sicília i la costa africana de Tunísia.

## Geografia
Se sol considerar que el canal de Sicília divideix el mar Mediterrani oriental de l'occidental, en la part corresponent al mar Tirrè i al canal de Sardenya. Al punt més estret, entre el sicilià cap Fetus, prop de Mazara del Vallo, i l'africà cap Bon, prop del Haouaria, en l'homònima península del Haouaria, la seva amplària és d'uns 145 km i la seva profunditat màxima són 316 metres. La italiana illa de Pantel·leria —83 km² i 7679 hab. en 2004— es troba enmig del canal i en la part propera a la costa siciliana, ja en aigües del Tirrè, hi ha el petit arxipèlag de les Ègades.
Oceanogràficament, la diferència entre un estret i un canal depèn de les masses d'aigua que estan connectades: si tenen propietats químiques i físiques comparables (densitat, salinitat i temperatura, principalment), es tracta d'un canal; si les característiques no són similars, llavors es tracta d'un estret. En aquest cas hi ha diferències significatives entre el Mediterrani occidental i l'oriental, raó per la qual la denominació correcta seria la de «estret de Sicília», en contra de l'ús comú que el denomina canal.
Els corrents submarins del canal flueixen d'est a oest, però els corrents de la superfície van en direcció contrària. L'inusual fluir d'aquestes aigües és estudiat amb interès pels oceanògrafs.